# رولاندو فونسکا
رولاندو فونسکا (اسپانیایی: Rolando Fonseca‎؛ زاده ۶ ژوئن ۱۹۷۴) یک بازیکن فوتبال اهل کاستاریکا است.

## تیم ملی
وی همچنین در تیم ملی فوتبال کاستاریکا بازی کرده است.